# Alfredo Napoleoni
Alfredo Napoleoni (Roma, 29 novembre 1937) è un ex calciatore italiano.

## Carriera
Vanta 11 presenze in Serie A con la Lazio ed una in Coppa delle Alpi. Nel 1958 ha vinto la Coppa Italia con la Lazio con 5 presenze ed un gol.

## Palmarès

### Club

#### Competizioni nazionali
- Coppa Italia: 1

Lazio: 1958
- Serie C: 1

Taranto: 1968-1969